# Maison du parc naturel régional du Morvan
 (juin 2024).
La Maison du parc naturel régional du Morvan, ou Espace Saint-Brisson, est situé à Saint-Brisson dans la Nièvre.

## Histoire
La maison du Parc est situé dans un ensemble de bâtiments, comprenant un château et ses dépendances, construits en 1802 et 1803 par un architecte anglais.
Auparavant, le site accueillait un manoir du XVIIe siècle qui fut détruit après avoir été attaqué en 1793 lors de la Révolution française.
En 1970, le parc naturel régional du Morvan est créé et géré par le Syndicat Mixte du Parc. Ce dernier acquiert en 1975 ce domaine avec l'aide de l’État, du conseil régional de Bourgogne et du conseil général de la Nièvre, et y installe la Maison du Parc.

## Présentation du site

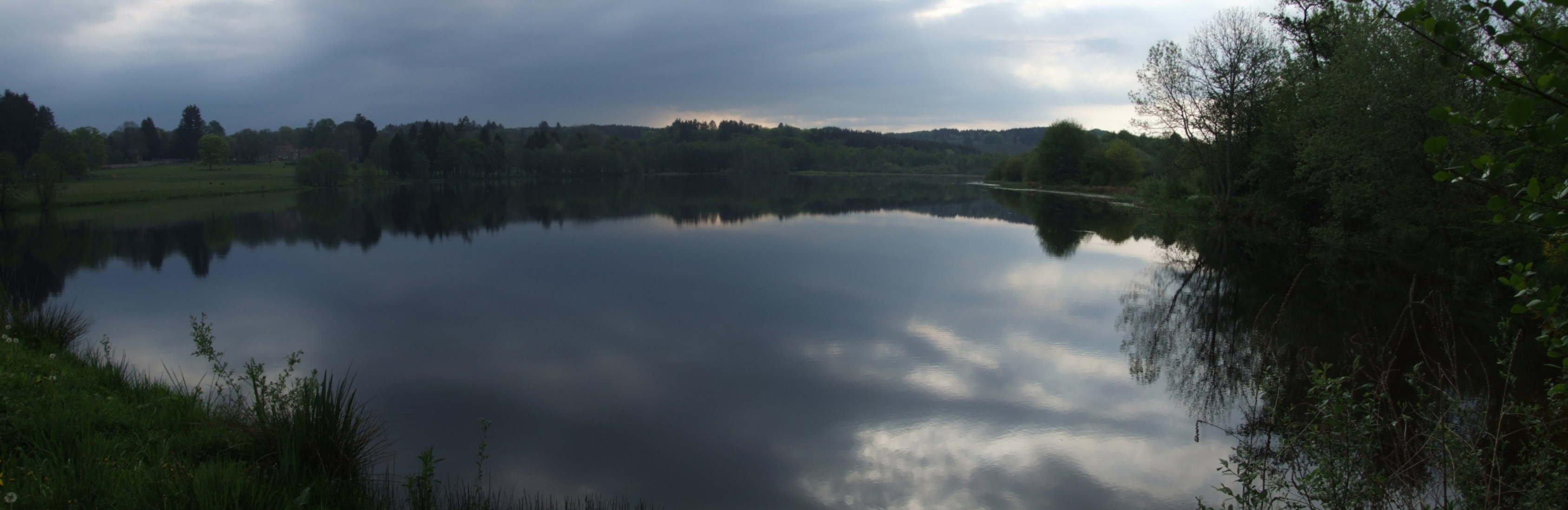
L'étang Taureau à Saint-Brisson

L'ensemble est composé d'un château, accosté de deux bâtiments angulaires symétriques. On trouve un jardin et un herbularium à l'intérieur de cette demi-enceinte.
En 2023, une grange a été agrandie pour ajouter un auditorium pour partie en ossature bois sur la façade nord.
Devant chaque aile, une chapelle et un pavillon de chasse ont été construits.
À proximité, on trouve également une bergerie et une ferme.
Au sud-ouest, on découvre l’étang Taureau, un ancien réservoir ayant servi pour le flottage à bûches perdues sur la rivière Vignan, au cours du XIXe siècle.
La propriété fait 40 hectares au total et, outre l'aménagement d'un sentier de découverte longeant une des berges de l'étang Taureau, se trouvent les allées de l'arboretum présentant 17 essences d'arbres, forestières ou d'agrément, présentes en Morvan.

## Les musées
Outre les services administratifs du parc naturel régional, la maison du Parc abrite également l'office du tourisme du parc naturel régional du Morvan, le musée de la Résistance en Morvan, ainsi que l'une des cinq maisons du réseau de l'écomusée du Morvan : la Maison des Hommes et des paysages.